# SoIK Hellas

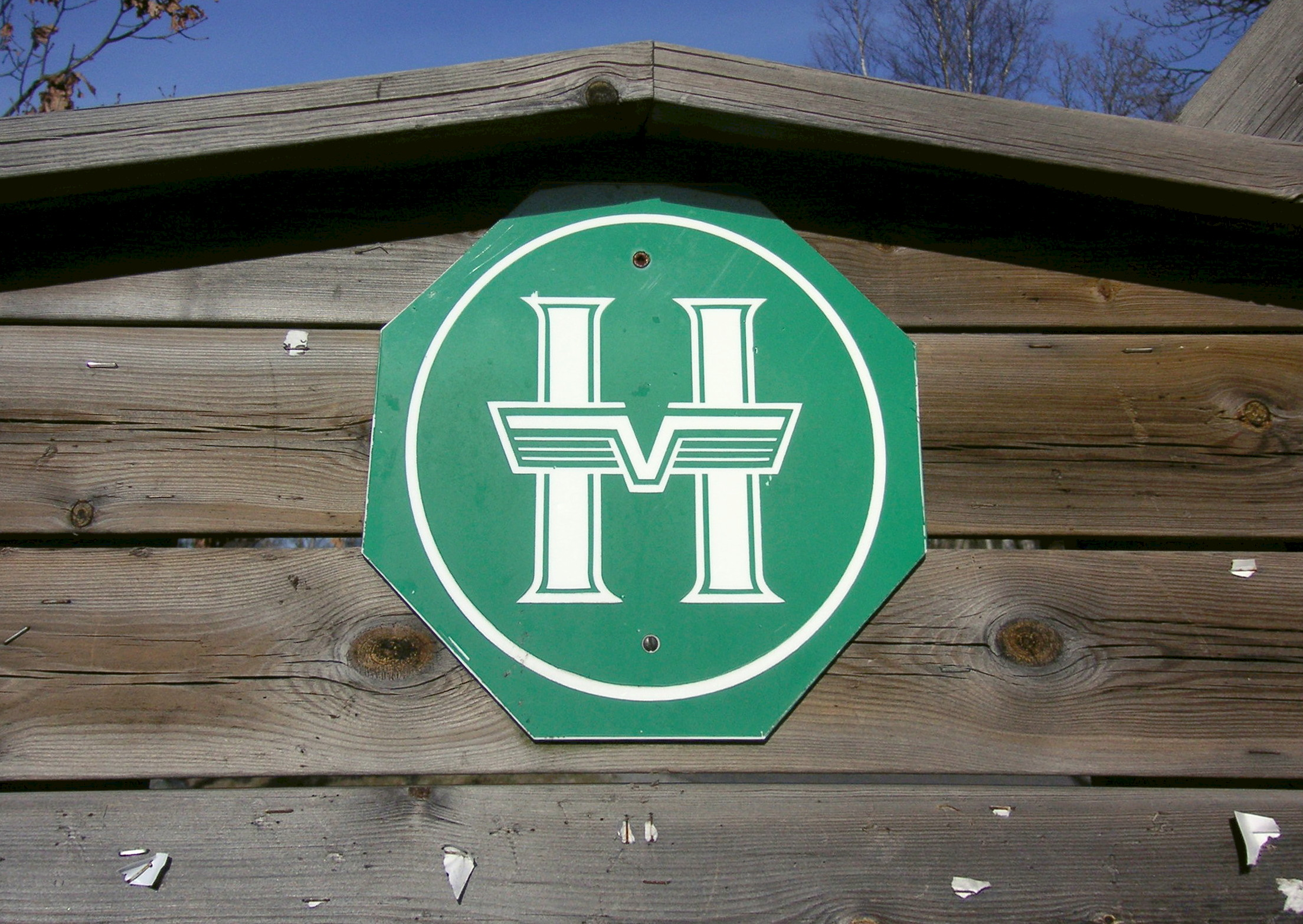

Il SoIK Hellas è una squadra di pallamano maschile svedese con sede a Stoccolma.

È stata fondata nel 1899.

## Palmarès

### Titoli nazionali
- Campionati svedesi: 7
  - 1935-36, 1936-37, 1968-69, 1969-70, 1970-71, 1971-72, 1976-77.